# Baía Shoalwater

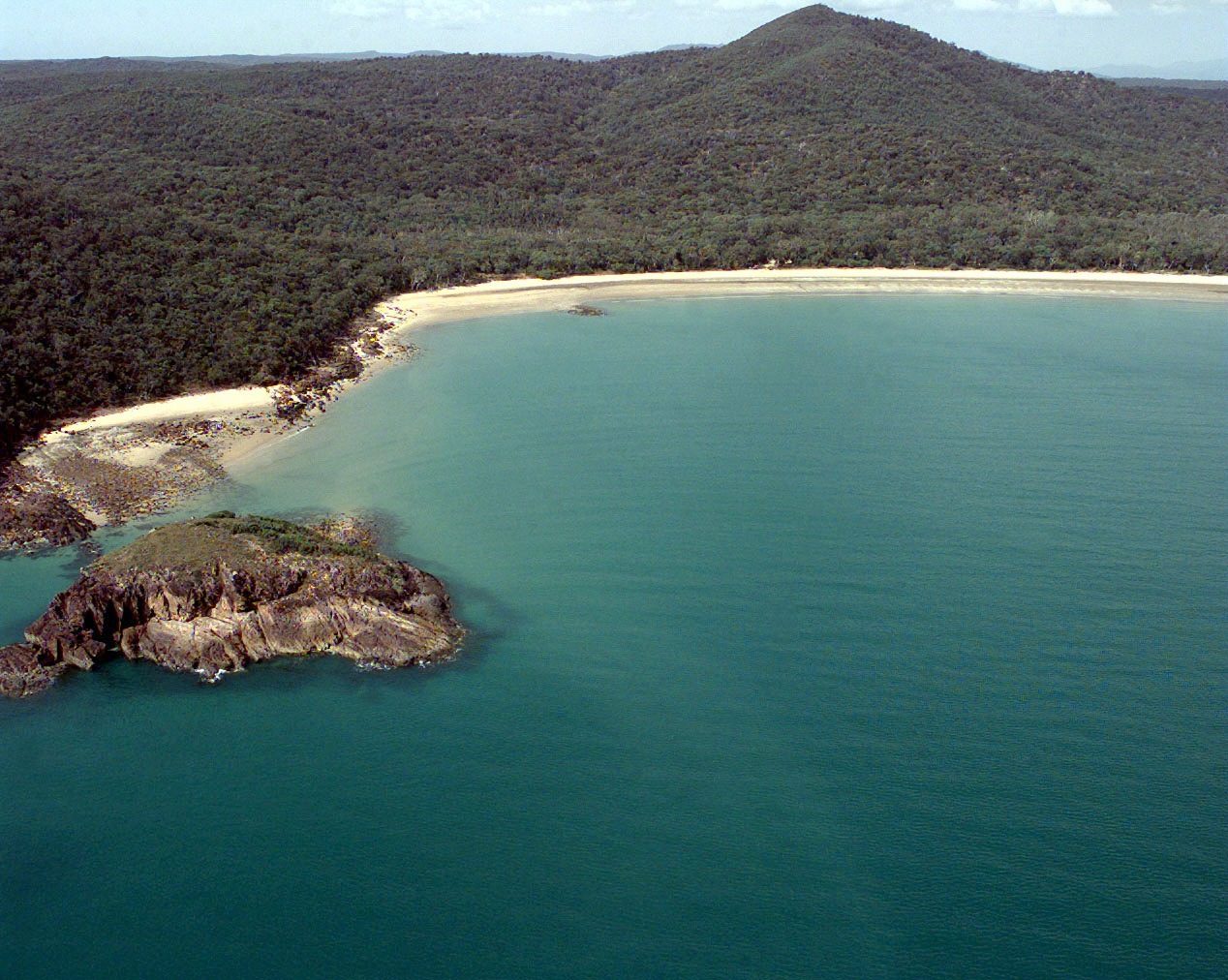

A Baía Shoalwater é uma grande baía na costa central de Queensland, Austrália, localizada a 100 km ao norte da cidade costeira de Yeppoon e 628 km ao noroeste da capital do estado, Brisbane. Desde 1966, as terras ao redor de Baía Shoalwater tem estado sob a posse da Força de Defesa Australiana, com a finalidade de exercícios de treinamento militar.